# مقاطعة بيرات
مقاطعة بيرات (بالألبانية: Qarku i Beratit) هي واحدة من 12 مقاطعة في ألبانيا. عدد سكانها في تعداد 2011 بلغ 141944، بمساحة 1798 كيلومتر مربع. وعاصمتها هي مدينة بيرات.
الدولة العثمانية فتحتها في 1450، قوات اسكندر بك الألبانية حاصرت دون جدوى الحصن في 1455. وظلت المقاطعة تحت السيطرة العثمانية حتى عام 1912 .حتي أصبحت جزءاً من ألبانيا المستقلة.